# 詹裕仁
詹裕仁（1951年—），中華民國政治人物，曾代表中國國民黨在臺北縣選區當選為第二屆立法委員。

1994年，反核團體以反對支持興建第四核能發電廠的立委為訴求，發起對詹裕仁與洪秀柱、林志嘉、韓國瑜、魏鏞的罷免，並與核四公投合併選舉。7月送交提議人名冊，9月達五萬多份連署書成案:51。中國國民黨乃於連署期間於立院提案修改《公職人員選舉罷免法》，加入「罷免案不能跟其他選舉一起投票」之限制，不與12月3日的省市長暨省市議員選舉合併投票，並將門檻「1/3以上投票，同意票多於反對票」上修為「1/2以上投票，同意票超過1/2」。11月27日，林、洪、詹、韓等案投票率21%遭到否決:51、359魏案也於翌年遭到否決。
1995年底第三屆立法委員選舉競選連任，但未當選。